# Glacicavicola bathysciodes
Glacicavicola bathysciodes је инсект из реда тврдокрилаца (Coleoptera) и породице Leiodidae.

## Распрострањење
Ареал врсте је ограничен на једну државу. Сједињене Америчке Државе су једино познато природно станиште врсте.

## Угроженост
Ова врста се сматра рањивом у погледу угрожености врсте од изумирања.